# Episodi di Mucca e Pollo (terza stagione)
La terza stagione della serie animata Mucca e Pollo, composta da 13 episodi, è stata trasmessa negli Stati Uniti, da Cartoon Network, dal 15 agosto al 7 novembre 1998.
In Italia è stata trasmessa su Cartoon Network nel 1999.
| n°  | n°  | Titolo originale             | Titolo italiano                   | Prima TV USA      | Prima TV Italia |
| --- | --- | ---------------------------- | --------------------------------- | ----------------- | --------------- |
| 27a | 1a  | Can Cow Come Out and Play?   | Una roulotte in offerta           | 15 agosto 1998    | 1999            |
| 27b | 1b  | Horn Envy                    | Corna da sballo                   | 15 agosto 1998    | 1999            |
| 28a | 2a  | Goin' My Way?                | Il finto bambino                  | 22 agosto 1998    | 1999            |
| 28b | 2b  | The Babysitter               | Mucca babysitter                  | 22 agosto 1998    | 1999            |
| 29a | 3a  | Cow Fly                      | Un tafano per amico               | 29 agosto 1998    | 1999            |
| 29b | 3b  | Where Am I?                  | Perduta nella giungla             | 29 agosto 1998    | 1999            |
| 30a | 4a  | Sergeant Weenie Arms         | Sergente Braccio di Salsiccia     | 5 settembre 1998  | 1999            |
| 30b | 4b  | Sow and Chicken              | La cugina Scrofa                  | 5 settembre 1998  | 1999            |
| 31a | 5a  | Me an' My Dog                | Il cane invisibile                | 12 settembre 1998 | 1999            |
| 31b | 5b  | Cow's Dream Catcher          | L'acchiappa incubi                | 12 settembre 1998 | 1999            |
| 32a | 6a  | Grandma at the Mall          | Con la nonna ai grandi magazzini  | 19 settembre 1998 | 1999            |
| 32b | 6b  | Chicken in the Bathroom      | Il giorno del bagno               | 19 settembre 1998 | 1999            |
| 33a | 7a  | Chickens Don't Fly           | I polli non volano                | 26 settembre 1998 | 1999            |
| 33b | 7b  | P.E.                         | Educazione fisica                 | 26 settembre 1998 | 1999            |
| 34a | 8a  | Playin' Hookie               | Il finto malato                   | 3 ottobre 1998    | 1999            |
| 34b | 8b  | Chicken Lips                 | Labbra di Pollo                   | 3 ottobre 1998    | 1999            |
| 35a | 9a  | The Day I Was Born           | Il giorno in cui sono nata        | 10 ottobre 1998   | 1999            |
| 35b | 9b  | Factory Follies              | Chi la fa l'aspetti               | 10 ottobre 1998   | 1999            |
| 36a | 10a | 101 Uses for Cow and Chicken | 1000 modi per usare Mucca e Pollo | 17 ottobre 1998   | 1999            |
| 36b | 10b | Intelligent Life?            | L'alieno                          | 17 ottobre 1998   | 1999            |
| 37a | 11a | Be Careful What You Wish for | 50 anni di silenzio               | 24 ottobre 1998   | 1999            |
| 37b | 11b | Lost at Sea                  | Amnesia da vapore                 | 24 ottobre 1998   | 1999            |
| 38a | 12a | Night of the Ed!             | Un animaletto poco domestico      | 31 ottobre 1998   | 1999            |
| 38b | 12b | Cow's Pies                   | La crostata                       | 31 ottobre 1998   | 1999            |
| 39a | 13a | Invisible Cow                | Mucca invisibile                  | 7 novembre 1998   | 1999            |
| 39b | 13b | Monster in the Closet        | Il mostro nell'armadio            | 7 novembre 1998   | 1999            |

## Una roulotte in offerta
Il Rosso è adirato perché non ha mai qualcuno con cui giocare, così si rivolge alla madre di Mucca per chiederle se la figlia può uscire a giocare, ma questa rifiuta. Così Il Rosso decide di passare alle maniere forti, perciò prende una roulotte e, dicendo che è in offerta, invita tutti gli abitanti della Terra e li rinchiude tutti dentro. A questo punto Il Rosso tenta in tutti i modi di far giocare Mucca assieme a lui, ma anche lei rifiuta e, non appena scopre che Il Rosso ha rinchiuso il mondo intero nella roulotte, si infuria e si trasforma in Supermucca, per poi pestare Il Rosso fingendo di giocare con lui. Alla fine Il Rosso decide di liberare tutti gli abitanti del mondo dalla roulotte e Mucca lo rimprovera per aver imprigionato tutti gli abitanti della Terra nella roulotte e insieme ai genitori si mette a sghignazzare.

## Corna da sballo
Mucca vorrebbe far colpo su Craig, un ragazzino di bassa statura molto popolare fra i ragazzi. Purtroppo ogni volta che Mucca tenta di parlarci, il ragazzo subito se ne va via. Così credendo che sia colpa delle sue corna, essendo molto piccole, la bovina tenta di costruirsene altre più grandi, ma Craig continua ancora a ignorarla. Perciò, durante una gita scolastica Mucca prende le corna finte dal quadro di un cervo a un museo, ma in seguito si rende conto che Craig purtroppo si è ormai fidanzato con una delle sue amiche, così Mucca perde il suo interesse per lui e getta via le corna, mentre Il Rosso le trova e indossandole attira l'attenzione di un cervo.

## Il finto bambino
Mentre stanno tornando a casa con i figli durante una giornata invernale, Mamma e Papà trovano Il Rosso, il quale risponde ad una domanda dei genitori dicendo che sta tornando anche lui a casa. Così, credendo che stia andando nello stesso luogo, i genitori di Mucca e Pollo lo portano a casa e, pensandolo un bambino qualunque, lo iniziano a crescere facendolo divenire il terzo figlio di famiglia. Mucca e Pollo capiscono però che Il Rosso è in realtà un diavolo adulto che si era finto bambino per fare un'altra delle sue malefatte. Alla fine i due riescono a far capire tutto ai genitori mostrando loro la patente di guida del Rosso. Mamma e Papà se ne vanno a discutere e Il Rosso, avendo paura di essere punito, scappa via, anche se in realtà Mamma e Papà volevano solo celebrare la sua maturità. Alla fine dell'episodio Il Rosso viene trovato a camminare da Flem e il padre di quest'ultimo ed attua così lo stesso scherzo di prima.

## Mucca babysitter
I genitori di Mucca e Pollo devono andare al "Club tristezza", un club in cui si rimpiangono gli accaduti drammatici, e si dimenticano di chiamare la babysitter per i figli. Questi ultimi dicono che possono badarsi anche da soli facendo in modo che uno dei due faccia da babysitter all'altro/a. La scelta ricade su Mucca, la quale è la più grande per altezza e peso, anche se non per età. Non appena i genitori vanno al club, in cui rideranno anziché piangere, per Pollo inizia l'inferno: Mucca fa la babysitter a lui e i suoi pupazzi facendo finta che accudisse bambini, e così dà la pappa per neonati al fratello, lo fa studiare anche se ha finito i compiti, gli fa il bagno, gli mette il pannolino e si fa dare un bacio da Pollo. In quel momento tornano Mamma e Papà che, vedendo la scena, scelgono Mucca come loro babysitter e le ordinano di accudire Pollo per venti giorni mentre loro sono alle Bahamas, facendo urlare Pollo.

## Un tafano per amico
Mucca decide di sconfiggere la solitudine iniziando a divenire amica di un tafano. Pollo però, stufo delle sciocchezze della sorella, decide di parlarne con i genitori, i quali, quando vengono a sapere dell'insetto presente in casa, si spaventano e chiamano un disinfestatore (Il Rosso), il quale riesce ad uccidere il tafano. Dopo un funerale organizzato in bagno, Il Rosso vede Mucca in lacrime e così decide di tranquillizzarla trovandogli un nuovo amico: un salsicciotto. Mucca così torna la solita bovina felice, anche se così ottiene il lato negativo di Pollo.

## Perduta nella giungla
Mentre sta giocando insieme a Calogero il Facocero, Mucca si rende conto di avere fame e così decide di tornare a casa. Sulla via del ritorno si rende conto di non essere in giardino, ma in una giungla dove non riesce più a tornare a casa e inizia ad avere le allucinazioni. Mucca inizia però a morire di fame e, vedendo un millepiedi, decide di mangiarselo, ma l'insetto si arrabbia e le dice che è lei la vera preda, facendola disperare. All'improvviso si sente uno sfrigolio da un cespuglio e così Mucca si costruisce un equipaggiamento per difendersi, ma alla fine scopre che dietro al cespuglio c'era solo uno scoiattolo. Stanca di patire la fame, Mucca decide di mangiarsi lo scoiattolo, ma viene subito trovata da Pollo che la riporta a casa. Qui Papà si rende conto di essersi dimenticato di falciare il prato e quindi è per questo che il giardino assomiglia ad una giungla. Così Pollo, stufo delle stupidaggini dei genitori, decide di uscire per farsi anche lui un giretto nella giungla.

## Sergente Braccio di Salsiccia
Mentre giocano con i supereroi, Pollo e Flem vengono interrotti da Earl che ha un supereroe nuovo chiamato "Sergente braccio di salsiccia" e afferma anche che in realtà esiste veramente e può essere convocato se si va alla "Caverna del teschio" a cantare il rituale. Così, dopo essere andati alla caverna e svolto il rituale, appare Sergente braccio di salsiccia, che si rivela molto severo, sottoponendo i tre amici a prove dolorose. Alla fine dopo essersi riposati, il giorno dopo i tre si rendono conto di aver acquisito un bel fisico e dei bei muscoli dopo il duro allenamento. Ma subito dopo Sergente braccio di salsiccia dà a loro come ricompensa delle bambole. Nel finale il sergente gioca con Mucca a prendere il tè con le bambole, mentre Pollo, Flem ed Earl rimangono perplessi dal suo comportamento.

## La cugina Scrofa
Mucca e Pollo ricevono a casa loro la visita della loro cugina Scrofa, una scrofa che deve per alcuni giorni essere accudita dopo essere uscita dal riformatorio in cui era stata rinchiusa. Pochi giorni dopo l'inizio dell'affidamento, Scrofa inizia a compiere per la sua prepotenza atti di vandalismo, tra cui buttare secchi di latte a tutti, per poi incolpare Mucca, la quale viene da tutti abbandonata. Passa il tempo e Scrofa con i suoi atti di vandalismo fa credere a tutti di vedere compierli da Mucca, la quale, non appena capisce che era la cugina a buttare il latte prodotto da se stessa, riesce a dimostrare la verità durante un inseguimento, così Scrofa viene riportata in riformatorio.

## Il cane invisibile
Mucca ha iniziato ad accudire da poco tempo un cane da lei immaginato come se fosse un cucciolo vero e lo fa addirittura partecipare ad una mostra canina. Malgrado l'inesistenza dell'animale, la gara viene vinta proprio da esso, poiché gli altri concorrenti sono stati eliminati. Poco dopo Mucca torna a casa e si rende conto che l'animale invisibile ha preso molte pulci alla mostra; così convince Pollo ad andare a comperare in un negozio del Rosso un collare antipulci invisibile. Non appena Pollo torna, egli si ritrova la sorella piangere, poiché dice che il finto cane è scappato. Le ricerche del cane non sono state compiute, ma Mucca non si arrende e sta via dalla famiglia per due anni per trovare il cucciolo. Alla fine, torna dopo 720 giorni d'assenza dicendo che ha trovato il piccolo, ma l'ha voluto cedere ad un uomo immaginario sulla panchina di un parco che viveva solitario. Pollo non crede alla storia, ma dopo deve rinsavire non appena arriva a casa sua proprio l'uomo immaginario del parco che chiede se lui e la sorella possono prendersi cura di altri cuccioli non esistenti nati dal cane immaginario.

## L'acchiappa incubi
Pollo e i suoi amici sono pronti per andare a dormire nella casetta sull'albero, purtroppo anche Mucca vuole venire e per via del padre sono costretti ad accontentarla. Però Mucca, salita sull'albero, appende un amuleto magico in grado di scacciare gli incubi. Ma Pollo lo prende e per sbaglio lo rompe e dall'oggetto ne esce il peggior incubo di Mucca: un lattaio fantasma alto 400 metri che cerca di succhiare il latte a tutti. Così Pollo, Flem ed Earl passano una notte da incubo ma alla fine, proprio quando le cose peggiorano, Mucca si sveglia e il lattaio scompare. A fine episodio Mucca, dopo essersi svegliata, dice di aver avuto un incubo e gli altri le rispondono di aver vissuto la stessa esperienza.

## Con la nonna ai grandi magazzini
La nonna materna di Mucca e Pollo va a fare visita ai due per portarli ai grandi magazzini e comprare un nuovo nonno dato che quello di prima è scomparso. Nel frattempo Mamma la costringe a mettersi gli occhiali ma lei si rifiuta, così al centro commerciale Pollo approfitta della scarsa vista della nonna per stare insieme ai suoi amici mentre disegna con un rossetto degli occhi alla mano della nonna, facendole credere di essere assieme a lei. Alla fine, dopo essersi riuniti, la nonna va in un negozio del Rosso per comprare un nuovo nonno, ma per puro caso trovano il nonno che la nonna aveva perso prima.

## Il giorno del bagno
È il giorno del bagno per Pollo, il quale però non vuole farlo. Poco dopo, i genitori e Mucca devono andare al gabinetto, ma non possono entrare nella stanza poiché Pollo è ancora nella vasca da bagno non riempita. Pollo però non si fa ancora il bagno, così Mucca, Mamma e Papà, stufi di trattenersi, decidono di fare il bagno a Pollo. Dopo molte peripezie Mucca, stufa di trattenere il latte che deve espellere, lo espelle in tutta la casa, allagandola. Alla fine dell'episodio appare Il Rosso che, dicendo che Pollo, Mucca e i genitori sono tra il latte espulso da Mucca, accenna che l'episodio è stato sospeso, ma solo per finta.

## I polli non volano
Mucca e Pollo possono finalmente viaggiare da soli in aereo per andare in Brunei, ma Pollo ha paura di volare in aereo, ma viene portato lo stesso. Alla fine egli, a causa di continui rumori e di scherzi attuati da una hostess interpretata dal Rosso, impazzisce e scopre subito dopo che in realtà l'aereo non è ancora decollato. Così esce dal finestrino, finendo però vicino a un'elica dell'aereo, con la quale due piloti cercano di ucciderlo senza riuscirci.

## Educazione fisica
Pollo, Flem ed Earl finiscono le scuole elementari e iniziano a frequentare le medie. Per loro la prima materia è l'educazione fisica, la quale si dimostra una materia violenta e difficile, poiché vi è una professoressa che sembra un capo dell'esercito e due fratelli bulli che picchiano i tre amici. Più tardi la professoressa ordina a Pollo, Flem ed Earl di farsi la doccia. Questi, mentre si lavano, non si accorgono che i due bulli fratelli hanno buttato via i loro vestiti e la pelle di Pollo. Così gli amici devono riuscire a prendersi degli asciugamani per coprirsi senza farsi vedere nudi dagli altri. Realizzato il loro problema entrano in una stanza e, infuriati di tutto quello che è a loro accaduto, decidono di tornare alle elementari. Sfortunatamente non si accorgono che sono caduti a terra i loro asciugamani e che sono nel palco di un'aula magna davanti a tutti gli alunni della scuola. Pollo, Flem ed Earl vengono quindi derisi da tutta la scuola per la loro nudità.

## Il finto malato
Pollo non studia per una verifica scolastica, così decide di fingersi malato per non andare a scuola. Alla fine però rivela ogni cosa, per colpa di un dottore (Il Rosso) che usa metodi fatali per guarire i polli. I genitori accompagnano a scuola Pollo, il quale scopre che il test è finito, ma che era un test in cui gli alunni dovevano mangiare cioccolata. Così Pollo è costretto a superare un test in cui deve mangiare dolci fatti di pesce.

## Labbra di Pollo
Pollo è triste perché non sa fischiare mentre gli altri ci riescono, così Il Rosso decide di aiutarlo, istruendolo alla scuola del fischio, ma è tutto inutile. Rendendosi conto che Pollo non sa fischiare per colpa delle sue labbra, Il Rosso, che è anche un chirurgo delle labbra, gliele cambia con quelle di pesce, con del silicone e anche con quelle di tricheco. Alla fine Pollo finisce all'ospedale, ma Mucca gli fa capire che ci sono cose ancora più divertenti oltre che fischiare. Così a fine episodio Pollo mette in mostra il suo "chicchirichì" e Mucca e i loro amici pernacchiano con le ascelle.

## Il giorno in cui sono nata
Rovistando delle vecchie fotografie, Mucca inizia a farsi delle domande su come fosse nata. Chiede così la domanda a Pollo, il quale dice che è stata adottata da Mamma e Papà, ma, poiché non sa il significato della parola adottare, ella chiede ad altri suoi conoscenti. Purtroppo non è facile capire la verità: infatti Mamma dice che Mucca è stata portata da una cicogna, Papà che è nata da un cavolo da lui coltivato e la maestra che è nata da un uovo caduto dal cielo. Alla fine Mucca si sente triste, ma Il Rosso vedendola la fa subito rallegrare, dicendogli che in passato egli era un dottore e che l'ha fatta proprio nascere donandola alla famiglia. Senza neanche conoscerlo, Mucca comunque gli crede.

## Chi la fa l'aspetti
Il Rosso interpreta la parte di un capo di una fabbrica che tratta i suoi dipendenti come se fossero i suoi sottoposti. A fine lavoro Il Rosso informa i dipendenti che stasera sarà il suo compleanno, e tutti dovranno essere presenti. Però quando inizia la festa nessuno di essi partecipa visto che Il Rosso li tratta male e così questi inizia a far finta che ci siano gli altri, interpretando le parti di ognuno, e nonostante ciò si diverte molto. Alla fine, prima di tornare al lavoro, Il Rosso inizia a pensare di cambiare atteggiamento, ma poi ci ripensa e decide di continuare a maltrattare i dipendenti. A fine episodio Il Rosso ringrazia Mucca e Pollo, rimasti tutto il tempo imbavagliati su due sedie, per aver dato a lui l'opportunità di diventare protagonista di un episodio tutto suo.

## 1000 modi per usare Mucca e Pollo
Mucca e Pollo sono con i genitori a un supermercato. Qui Pollo inizia subito a cambiare i prezzi degli oggetti, finché si ritrova un prezzo a lui attaccato e alla sorella. Il Rosso, appena li vede, li compra scambiandoli per oggetti in vendita che possono servire a qualcosa. Solo più tardi si rende conto che Mucca e Pollo non servono a niente, così li riporta indietro aggiungendo loro un prezzo, ma per errore si attacca un prezzo e viene scambiato per un oggetto in vendita. Alla fine dell'episodio, Mucca e Pollo vengono ritrovati e comprati dai genitori, mentre Il Rosso viene comprato come schiavo personale dalla maestra di Mucca e Pollo.

## L'alieno
Mucca vorrebbe andare sulla Luna, così costruisce un razzo. Dopo esserci salita lo alimenta con il latte e ce ne mette così tanto che anziché finire sulla Luna atterra su un altro pianeta, dove incontra Il Rosso che afferma di essere un alieno. Perciò Mucca lo porta sulla Terra e i due atterrano in un'assemblea dove Il Rosso afferma che l'unico modo per ottenere la pace nel mondo è quello di usare le marionette. L'idea funziona, però a un certo punto arriva un astronauta che dice che in realtà Il Rosso non è un alieno, ma uno che si chiama Allen e che ha utilizzato il suo razzo per andare nel pianeta in cui è atterrato. Tutti quanti si arrabbiano con Il Rosso, ma lo lasciano libero di andare, dato che è riuscito a portare la pace. Infine si scopre inoltre che tutto l'episodio era in realtà una trasmissione guardata da Pollo.

## 50 anni di silenzio
Pollo non riesce a guardare la TV per colpa di Mucca, la quale parla in continuazione delle sue amiche. A questo punto, la giovane mucca decide di lasciare in pace il fratello giurando di non parlare mai più, anche se così la sua vita risulta difficile. Un giorno Mucca vede Pollo che attraversando la strada distrattamente sta per essere schiacciato da un camion e non riesce a salvarlo visto che riesce a fargli capire il pericolo troppo tardi e non può usare la parola. Si tiene perciò un processo per carcerare Pollo per aver attraversato la strada illegalmente. Qui Il Rosso, il quale si dimostra un avvocato del pubblico ministero, chiama proprio Mucca a dire l'accaduto. Nonostante le imitazioni, Il Rosso crede che Mucca voglia dire che il fratello è colpevole, così fa arrestare Pollo senza colpa. Cinquant'anni dopo Pollo implora Mucca di parlare durante una visita in carcere. Così la sorella inizia a parlare dopo moltissimi anni silenziosi dicendo che al processo voleva dire che Pollo era innocente. In quel momento Il Rosso ascolta tutto e libera finalmente Pollo, il quale comunque deve sopportare a casa di sentire la sorella parlare della sua vita passata.

## Amnesia da vapore
Flem ed Earl si svegliano e si rendono conto di essere in uno strano oceano; i due si disperano ma poi si calmano e si ricordano i bei momenti passati insieme. All'improvviso i due si mettono a litigare quando parlano dei loro difetti e infine, mentre i due bisticciano, Earl accidentalmente toglie un tappo che si trova al di sotto dell'oceano e subito tutta l'acqua viene risucchiata e infine i due si rendono conto di essere stati tutto il tempo nella vasca da bagno. I due chiedono cosa sia successo al padre di Flem e subito appare Il Rosso che spiega che ciò che successo a loro è l'amnesia da vapore che fa fare cose strane a chiunque sia in contatto col vapore e ciò accade anche al diavolo dato che, dopo aver annusato il vapore di una tazza, scappa via pensando di volare.

## Un animaletto poco domestico
Papà decide di comprare per la famiglia un animale domestico di nome Ed, ma non appena lo porta a casa, Mucca e Pollo scoprono che è un animale selvaggio, ovvero uno sciacallo. In quel momento Mamma e Papà escono per andare a festeggiare e lasciano i figli a casa con Ed, il quale distrugge ogni cosa che trova in casa. Mucca e Pollo cercano tramite un libro di liberarsi dell'aggressività dell'animale e alla fine, dopo aver scoperto che è comunque un piccolo animale, Mucca canta ad Ed una canzone su di lui tratta dall'Inno alla gioia di Beethoven. Ed diventa subito gentile ed educato, ma non appena Mucca va in bagno ritorna feroce e Pollo canta una canzone stonata per calmarlo. Ed, stufo di sentire la canzone cantata male, scappa via e viene accolto da Flem ed Earl che lo portano in casa loro senza rendersi conto della sua aggressività.

## La crostata
Mucca prende diversi oggetti per preparare una crostata e farla assaggiare a Pollo, il quale però non è intenzionato a mangiarla e inizia a ignorare la sorella che cerca di fargli mangiare il dolce in tutti i modi. Infine Mucca decide di nascondere tutte le provviste, così Pollo non ha altra scelta che mangiare la crostata, anche se poi la trova piuttosto squisita.

## Mucca invisibile
Il Rosso si presenta a casa di Mucca e Pollo come un venditore porta a porta, e consiglia a Mucca una strana salsa invisibile che, secondo le sue informazioni, non rende più visibile chiunque se la spalmi. Mucca decide di comprare il prodotto credendo di essere diventata invisibile, ma in realtà non è mai cambiata in quanto Il Rosso si era solo finto un venditore per organizzare un altro dei suoi scherzi e indurre Mucca a derubare per lui una banca. Tuttavia Mucca non accetta la scelta di divenire una fuorilegge poiché vuole utilizzare i suoi "falsi" poteri invisibili solo per compiere buone azioni. Alla fine scopre di non essere invisibile durante un litigio tra lei e un golfista inglese anche se ha trovato quest'esperienza molto emozionale. Al termine dell'episodio Il Rosso vende a Pollo una salsa che incredibilmente lo rende grasso, ma sfortunatamente non può fornirgli aiuto visto che non riesce a trovare la finta salsa invisibile per farlo credere da tutti magro.

## Il mostro nell'armadio
Una notte Mucca incontra una strana creatura mostruosa che vive nel suo armadio e che solo lei può vedere. Da quel momento il mostro dell'armadio diventa il miglior amico immaginario di Mucca malgrado gli effetti negativi di Pollo, che crede con gli amici che Mucca sia diventata matta. Alla fine, quando però Mucca fa conoscere il mostro ai suoi genitori, questi si spaventano e obbligano Mucca a chiuderlo nell'armadio, per poi farle capire il giorno seguente che era tutto frutto della sua immaginazione. Il mostro incontra allora Pollo, con cui fa amicizia e gioca a bowling.